# Parafia Matki Bożej Pięknej Miłości w Proszówkach
Parafia Matki Bożej Pięknej Miłości w Proszówkach – rzymskokatolicka parafia, znajdująca się w Proszówkach, należąca do dekanatu Bochnia Wschód w diecezji tarnowskiej.

## Historia parafii
Po wielu latach starań 2 września 2018 roku erygowana została parafia pw. Matki Bożej Pięknej Miłości, która swoim zasięgiem obejmuje niemal całe granice administracyjne Proszówek. Podczas Mszy Świętej, której przewodniczył biskup tarnowski Andrzej Jeż powołano do życia parafię i poświęcono nowo wybudowany kościół. Pierwotnie miejscowość Proszówki należała do parafii św. Joachima w Krzyżanowicach, ale prace nad powstaniem nowego kościoła rozpoczęły się już w 2011 r.
Budowniczym kościoła, a od 2018 także proboszczem parafii jest ks. mgr Stanisław Kania. W pracy duszpasterskiej pomaga mu rezydent ks. Roman Rak.